# Die drei Räuber
Die drei Räuber ist ein 2007 produzierter deutscher Animationsfilm von Hayo Freitag. Die Verfilmung basiert auf dem gleichnamigen Bilderbuch von Tomi Ungerer, das erstmals 1961 erschien. Der Film kam am 18. Oktober 2007 in die Kinos und wurde von der Filmbewertungsstelle Wiesbaden (FBW) mit dem Prädikat besonders wertvoll ausgezeichnet.

## Handlung
Um nach dem Tod ihrer Eltern dem Waisenhaus zu entkommen, gibt die kleine Tiffany bei einem Überfall der drei Räuber an, die Tochter eines reichen Maharadschas zu sein. Die Räuber entführen sie, um später Lösegeld zu erpressen, und bringen sie in eine Höhle, wo sie sich mit der Zeit mit ihr anfreunden.
Im Waisenhaus regiert die böse Tante, die die Waisenkinder tagsüber Rüben sammeln lässt, selbst aber die ganze Zeit Süßigkeiten isst. Um an Tiffany zu gelangen, informiert sie einen Gendarm, der Suchplakate drucken lässt, welche die Räuber finden. Tiffany macht sich traurig auf den Weg ins Waisenhaus. Kaum ist sie fort, beginnen sich die Räuber zu langweilen und zu schämen, dass sie Tiffany fortgeschickt haben. Sie beschließen, ebenfalls zum Waisenhaus aufzubrechen, obwohl sie schreckliche Erinnerungen an ihre Zeit als Waisenkinder haben.
Tiffany stößt auf dem Weg ins Waisenhaus auf die ausgerissenen Kinder Gregory und Nikolas. Während die beiden Ausreißer vom Kutscher und der bösen Tante entdeckt werden, schleicht sich Tiffany ins Zimmer der Tante, das mit Kuchen und Süßigkeiten vollgestopft ist. Sie bewirft Kutscher und Tante vom Balkon aus mit Kuchen. Als die drei Räuber erscheinen, wird es der Tante zu bunt: sie stürzt sich in den Rübenbrei-Topf. Die Waisenkinder kaufen das Waisenhaus mit dem Geld der Räuber und leben mit den Räubern darin, bauen sich Häuser und drei Türme: für jeden Räuber einen Turm.

## Kritiken
„Die drei Räuber bietet als kongeniale Adaption von Tomi Ungerers Vorlage weit mehr als bloß perfekte Familienunterhaltung. Hayo Freitags Film ist nebenbei ein unaufdringliches Plädoyer für das Recht, Kind zu sein, wobei respektlos-kritische Untertöne nicht fehlen.“

„Amüsante Verfilmung eines antiautoritären Kinderbuchs von Tomi Ungerer aus dem Jahr 1963, das damals seiner Zeit weit voraus war, inzwischen aber doch reichlich Patina angesetzt hat. Der Versuch, die kurze Vorlage auf einen abendfüllenden Film zu strecken, führt zudem zu einer Reihe von Redundanzen.“

„Die Verfilmung bleibt im Stil dem Kinderbuch […] treu, entwickelt aber einen eigenen Charme in der bildlichen und erzählerischen Umsetzung. Das Geschehen […], das für den Film behutsam verändert und um einige Nebenstränge erweitert wurde, ist sorgfältig und liebevoll in ein heiteres und entspannendes Ambiente eingebettet. Hayo Freitag […] verzichtet auf hektische Schnitte und schnelle Schauplatzwechsel, auf überzogene Gags und unangemessene Action. Er nimmt sich viel Zeit [und] vertraut den einfach und übersichtlich gehaltenen Bildern […]. Dadurch bleiben die Phantasie Ungerers, seine originellen Figuren und seine sanfte, leicht ironische Erzählweise erhalten und machen den Film besonders für Kinder im Vorschulalter empfehlenswert.“